# Emma Bell Clifton
Emma Bell Clifton, nata Emma Bell (Pittsburgh, 1º novembre 1874 – Los Angeles, 3 agosto 1922), è stata una sceneggiatrice e attrice statunitense.
Si firmò anche solo come Miss Clifton o Mrs. Elmer Clifton.

## Biografia
Emma Bell cominciò la sua carriera cinematografica all'inizio del 1913 come attrice per la Lubin Manufacturing Company. In ottobre, il suo nome appare come sceneggiatrice in un cortometraggio della Selig Polyscope Company. Attrice e sceneggiatrice, Emma Bell usò poi il nome da sposata Emma Bell Clifton, alternando le due professioni nel corso della sua carriera che sarebbe durata fino alla sua morte. Professionalmente, usò anche lo pseudonimo di Mrs. Clifton.
Il suo fisico di donna grassoccia la confinò a ruoli da caratterista in commedie leggere. Viene ricordata soprattutto come la partner di Charlie Chaplin nel 1914 nel cortometraggio della Keystone L'ombrello di Charlot.

## Filmografia

### Sceneggiatrice
- In the Midst of the Jungle, regia di Henry MacRae - cortometraggio (1913)
- A Night in the Jungle, regia di E.A. Martin - cortometraggio (1915)
- The Jungle Stockade, regia di Tom Santschi - cortometraggio (1915)
- The Conversion of Smiling Tom, regia di Tom Mix - cortometraggio (1915)
- The Lion's Mate, regia di Tom Santschi - cortometraggio (1915)
- The Jaguar Trap, regia di Tom Santschi - cortometraggio (1915)
- In the Amazon Jungle - cortometraggio (1915)
- The Tiger Cub - cortometraggio (1915)
- Lives of the Jungle - cortometraggio (1915)
- The Heart of Paro, regia di Tom Santschi - cortometraggio (1915)
- The Quest - cortometraggio (1915)
- The Taking of Mustang Pete, regia di Tom Mix - cortometraggio (1915)
- The Orang-Outang - cortometraggio (1915)
- The Tiger Slayer, regia di William Robert Daly - cortometraggio (1915)
- In the Midst of African Wilds, regia di Lloyd B. Carleton - cortometraggio (1915)
- The Lost Messenger, regia di George Nichols - cortometraggio (1915)
- The Uncut Diamond, regia di William Robert Daly - cortometraggio (1916)
- Out of the Mist, regia di William Robert Daly - cortometraggio (1916)
- The Undying Flame, regia di Maurice Tourneur (1917)
- More Truth Than Poetry
- Conquered Hearts
- The Little Diplomat, regia di Stuart Paton (1919)
- The Blue Pearl
- The Smart Sex
- The Adventures of Robinson Crusoe, regia di Robert F. Hill (1922)
- White and Yellow
- The Channel Raiders
- Pirates of the Deep
- The Law of the Sea
- The Siege of the Lancashire Queen, regia di Edward A. Kull (1922)
- Dangerous Waters, regia di Edward A. Kull (1923)
- The Yellow Handkerchief, regia di Edward A. Kull (1923)
- The Wolves of the Waterfront

### Attrice
- The Teacher at Rockville, regia di Francis J. Grandon (1913)
- On the Mountain Ranch, regia di Francis J. Grandon (1913)
- Greed for Gold, regia di Francis J. Grandon (1913)
- The Evil One, regia di Francis J. Grandon - cortometraggio (1913)
- The Right Road, regia di Francis J. Grandon (1913)
- The Paymaster (1913)
- Papita's Destiny, regia di Francis J. Grandon (1913)
- Her Only Boy, regia di Francis J. Grandon (1913)
- When Dreams Come True, regia di Mack Sennett (1913)
- Fighters of the Plains, regia di Milton Fahrney (1913)
- A Quiet Little Wedding, regia di Wilfred Lucas (1913)
- When May Weds December, regia di Francis J. Grandon - cortometraggio (1913)
- When Joe Went West (1913)
- The Adventures of Kathlyn, regia di Francis J. Grandon - serial cinematografico (1913)
- Double Crossed, regia di Ford Sterling (1914)
- Charlot giornalista (Making a Living), regia di Henry Lehrman (1914)
- A Robust Romeo, regia di George Nichols (1914)
- Thou Shalt Not Kill, regia di E.A. Martin - cortometraggio (1914)
- L'ombrello di Charlot (Between Showers), regia di Henry Lehrman (1914)
- Love and Vengeance
- The Leopard's Foundling, regia di Francis J. Grandon e Kathlyn Williams - cortometraggio (1914)
- The Sealed Package, regia di Tom Santschi - cortometraggio (1914)
- The Ordeal, regia di Tom Santschi - cortometraggio (1914)
- A Strong Affair
- The Harbor of Love, regia di Norval MacGregor - cortometraggio (1914)
- Beating the Burglar
- The Voice That Led Him, regia di Francis J. Grandon (1917)